# Chenopodium quinoa
La quinoa (AFI: /kwiˈnɔa/; in spagnolo quínoa o quinua) (Chenopodium quinoa Willd.) è una pianta erbacea annuale della famiglia delle Amarantacee, come gli spinaci o la barbabietola.
Dalla macinazione dei semi di quinoa si ottiene farina contenente prevalentemente amido, il che consente a questa pianta di essere classificata merceologicamente come cereale, ovvero pseudocereale, nonostante non appartenga alla famiglia botanica delle graminacee (Poaceae). Si distingue da altri pseudocereali per l'alto contenuto proteico e la totale assenza di glutine. Per il suo buon apporto proteico costituisce l'alimento base per le popolazioni andine. Gli Inca chiamano la quinoa chisiya mama, che in quechua vuol dire «madre di tutti i semi».

## Descrizione

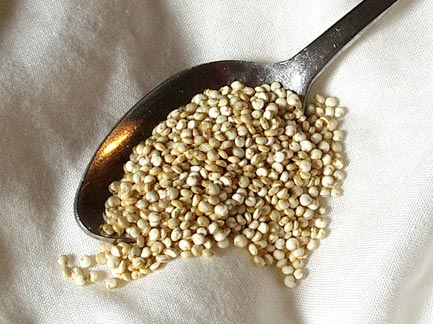
Quinoa cruda

La quinoa è una pianta annuale dicotiledone, solitamente alta circa 1–2 m. Ha foglie larghe, generalmente pelose e lobate, normalmente disposte in modo alternato. Il fusto centrale legnoso è ramificato o non ramificato a seconda della varietà e può essere verde, rosso o viola. Le pannocchie fiorite nascono dalla sommità della pianta o dalle ascelle delle foglie lungo il fusto. Ogni pannocchia ha un asse centrale da cui emerge un asse secondario con fiori (amarantiforme) o portante un asse terziario che porta i fiori (glomeruliforme). Si tratta di fiori piccoli, incompleti e sessili, dello stesso colore dei sepali; esistono sia forme pistillate che perfette. I fiori femminili sono generalmente situati all'estremità prossimale dei glomeruli, mentre quelli perfetti all'estremità distale. Un fiore perfetto ha cinque sepali, cinque antere e un ovario supero, da cui emergono due o tre rami stigmatici.
I fiori verdi hanno un perianzio semplice e sono generalmente autofecondanti, anche se può avvenire l'impollinazione incrociata. Nell'ambiente naturale sono le betalaine ad attrarre gli animali per generare un tasso maggiore di impollinazione e garantire, o migliorare, la disseminazione. I frutti (semi) hanno un diametro di circa 2 mm e sono di vari colori — dal bianco al rosso o al nero, a seconda della cultivar.

## Distribuzione e habitat

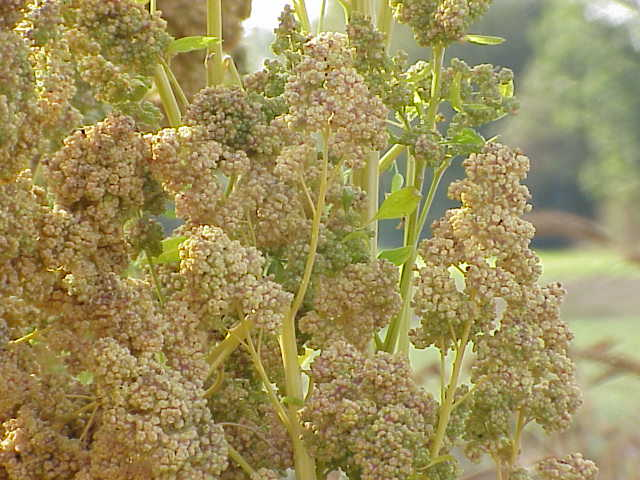
Quinoa in Bolivia

Si ritiene che la quinoa sia stata addomesticata nelle Ande peruviane a partire da popolazioni selvatiche o infestanti. Esistono piante di quinoa spontanee (Chenopodium quinoa var. melanospermum) che crescono nella zona in cui vengono coltivate; possono essere imparentate con antenati selvatici o discendere da piante coltivate.
La crescita della pianta è molto variabile a causa del numero di diverse sottospecie e varietà. È generalmente poco esigente e resistente all'altitudine; si coltiva dalle regioni costiere fino a oltre 4.000 m nelle Ande vicino all'equatore (la maggior parte delle cultivar tra 2.500 e 4.000 m). A seconda della varietà, sono ideali i climi freddi con temperature che vanno da −4 °C di notte fino a 35 °C di giorno. Alcune cultivar sopportano temperature più basse. Le gelate leggere solitamente non danneggiano le piante in nessuna fase dello sviluppo, fatta eccezione per la fioritura. Le gelate di mezza estate durante la fioritura, frequenti sulle Ande, rendono sterile il polline. Le esigenze di precipitazioni variano da 300 a 1.000 mm durante la stagione di crescita, la quale è ottimale con precipitazioni ben distribuite all'inizio e senza pioggia durante la maturazione dei semi e la raccolta.

## Proprietà
Non contenendo glutine, la quinoa può essere consumata dai celiaci.
Allo stato naturale i semi hanno un rivestimento che contiene saponine dal sapore amaro e li rende sgradevoli al palato. La maggior parte della quinoa in commercio è stata lavorata per rimuovere questo rivestimento. Durante la coltivazione l'amarezza allontana gli uccelli, pertanto la pianta richiede una protezione minima. Sebbene l'abbassamento del contenuto di saponina attraverso la selezione artificiale per produrre varietà più dolci e gradevoli sia complicato da un'impollinazione incrociata di circa il 10%, questo è l'obiettivo importante dei programmi di sviluppo, che ricorrono anche all'ingegneria genetica.

## Varietà
Esistono oltre 200 varietà di quinoa. La più utilizzata è la quínoa Real che ha un basso tenore di saponine. Altre varietà commercializzate sono Bear, Cherry Vanilla, Cochabamba, Dave 407, Gossi, Isluga, Kaslala, Kcoito, Linares, Rainbow, Red faro, Red head (che ha una buona adattabilità ai climi piovosi), Temuco.

## Coltivazione
| Stato   | Produzione nel 2004 [t] | Quota | Produzione nel 2005 [t] | Quota |
| ------- | ----------------------- | ----- | ----------------------- | ----- |
| Perù    | 27 040                  | 52%   | 32 613                  | 56%   |
| Bolivia | 24 688                  | 47%   | 24 500                  | 42%   |
| Ecuador | 641                     | 1%    | 652                     | 1%    |
| Totale  | 52 369                  | 100%  | 57 765                  | 100%  |

La quinoa è testimone di biodiversità, venerata dagli Inca come pianta sacra, coltivata da oltre 5 000 anni sugli altopiani pietrosi delle Ande ad altitudini comprese tra 3 800 e 4 200 metri. È resistente e non richiede particolari trattamenti. Produce una spiga (panicolo) ricca di semi rotondi, simili a quelli del miglio. Le migliori varietà crescono nei territori salmastri del Salar, nelle zone di Oruro e Potosí (Quínoa real).
La semina della quinoa può essere effettuata a fine marzo-aprile o tra settembre e ottobre, a seconda delle zone e delle varietà (a semina primaverile o autunnale). Si raccoglie ad aprile-giugno per le varietà a semina autunnale e a fine luglio-agosto per quelle a semina primaverile. Controllata e privata di eventuali impurità, viene poi lavata in acqua per eliminare la saponina. Infine viene essiccata in "secadores" solari.
Per il ruolo quasi sacro che la quinoa aveva presso le popolazioni andine, all'epoca della conquista spagnola si ebbe l'ovvio conflitto con la cultura cattolica che prevedeva centralità del pane di frumento nel rito eucaristico, e quindi venerava il grano. La coltivazione della quinoa venne così combattuta e scoraggiata; solo in un secondo tempo, quando fu evidente che la quinoa si adattava meglio all'ambiente andino, la sua coltivazione riprese piede.
Pur rappresentando un potenziale interesse economico, la quinoa risulta difficilmente coltivabile in ambienti con clima diverso. In particolare, per l'Italia mostra i seguenti limiti: temperature al di sopra di 32-34 °C anche per breve tempo tendono a causare sterilità del polline nella maggior parte delle colture; la maggiore piovosità e l'elevata umidità causano la germinazione dei semi maturi ancora sulla pianta; la quinoa è infine soggetta all'attacco di Aphis fabae (afide nero del fagiolo, particolarmente aggressivo verso le chenopodiacee durante la fase vegetativa) e di Nezara viridula (cimice verde) e altri cimicidi in fase di maturazione del seme. La presenza di coccinelle può limitare e risolvere l'attacco degli afidi, altrimenti letale se lasciato a sé. La specie italiana più vicina a C. quinoa è Chenopodium album che si dimostra estremamente più resistente ai parassiti e assai più aggressiva rispetto a C. quinoa.

## Usi
La quinoa può essere consumata previa decorticazione in minestre o risotti. La farina è indicata da sola o mescolata a farine di cereali per tutti gli utilizzi normali della farina: dolci, pane, pasta. È priva di glutine, quindi adatta ai celiaci.

## Galleria d'immagini

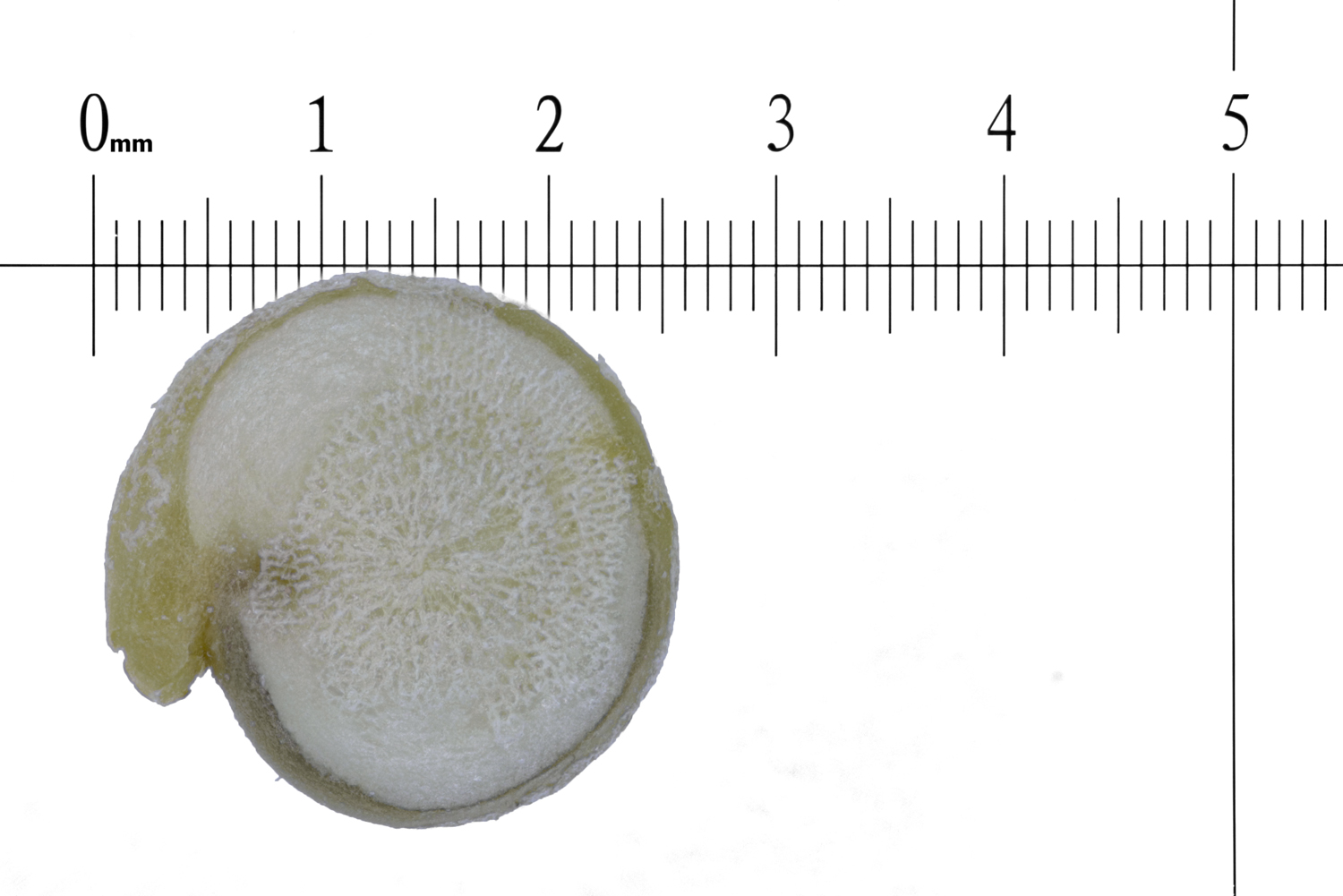
Dimensioni della quinoa in millimetri
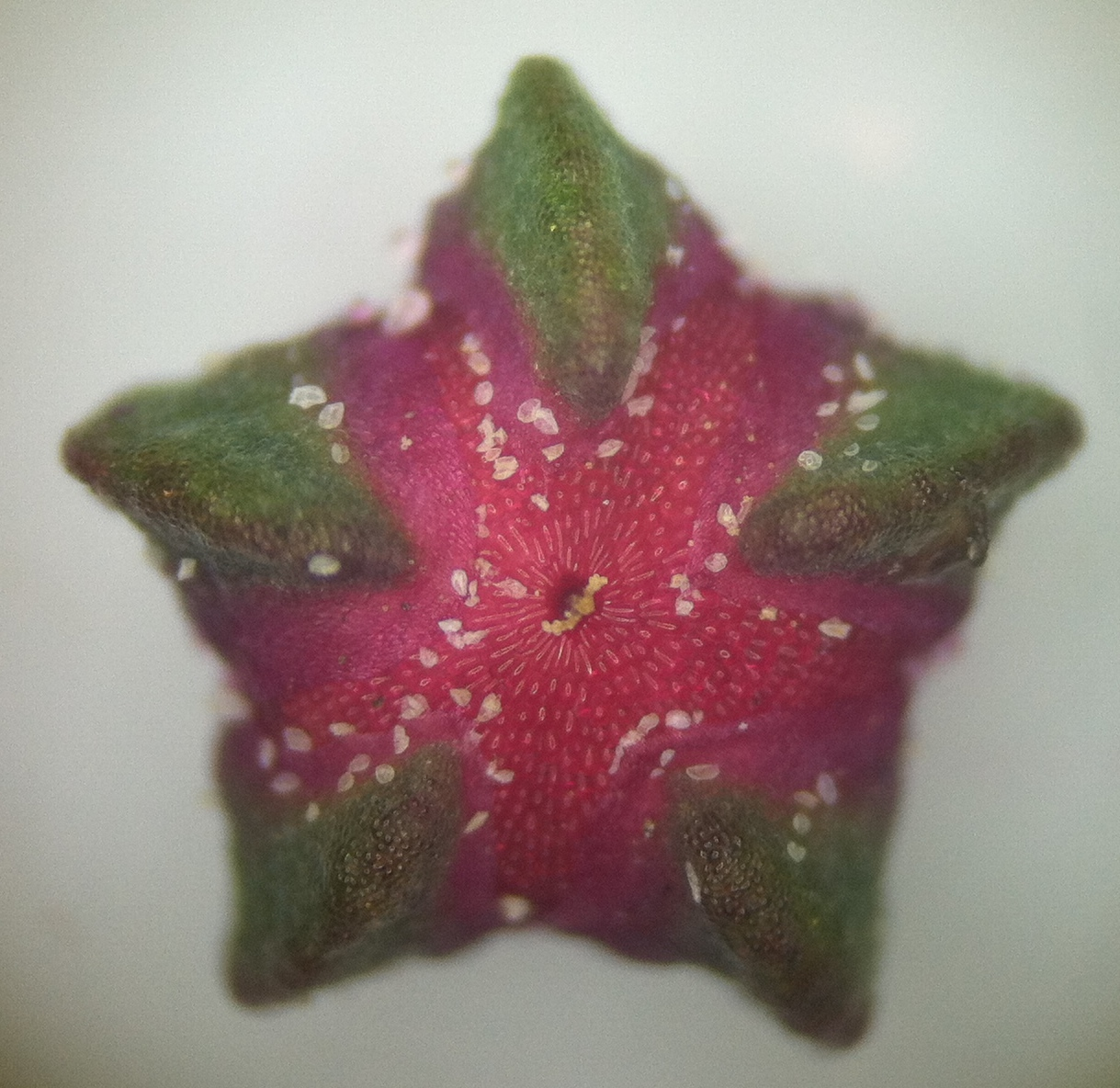
Sviluppo del seme di quinoa nera
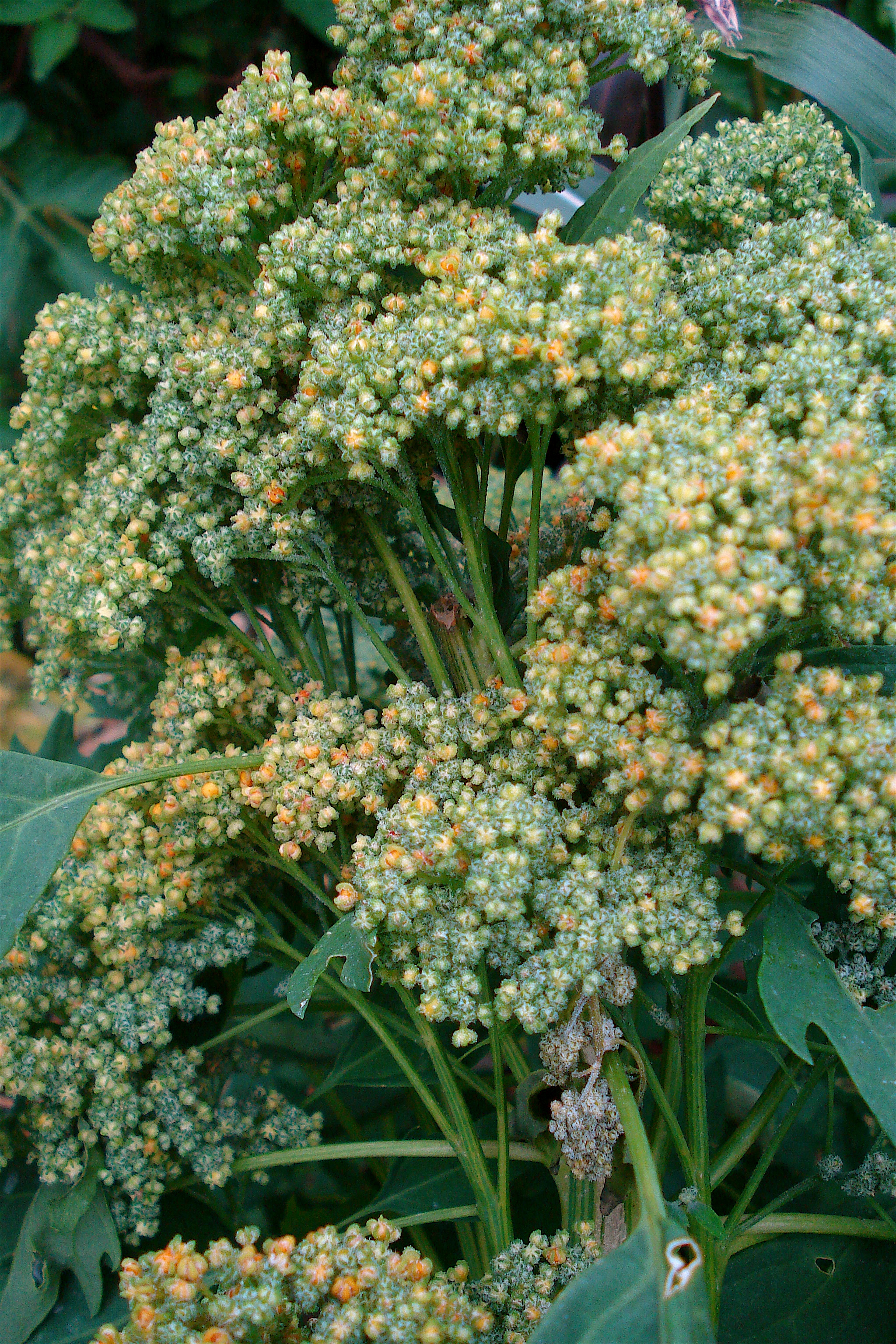
Pianta di quinoa prima della fioritura
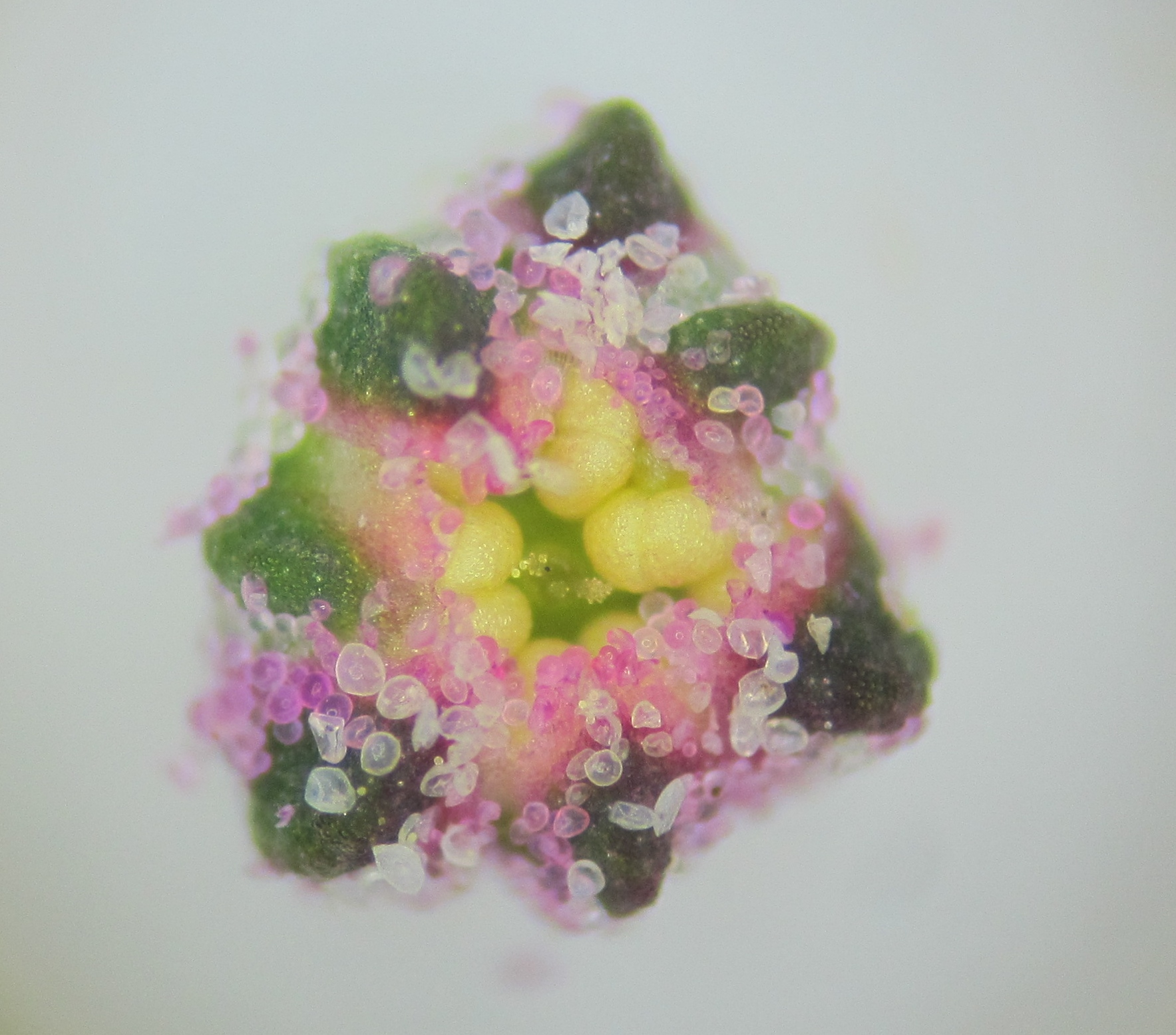
Fiore di quinoa
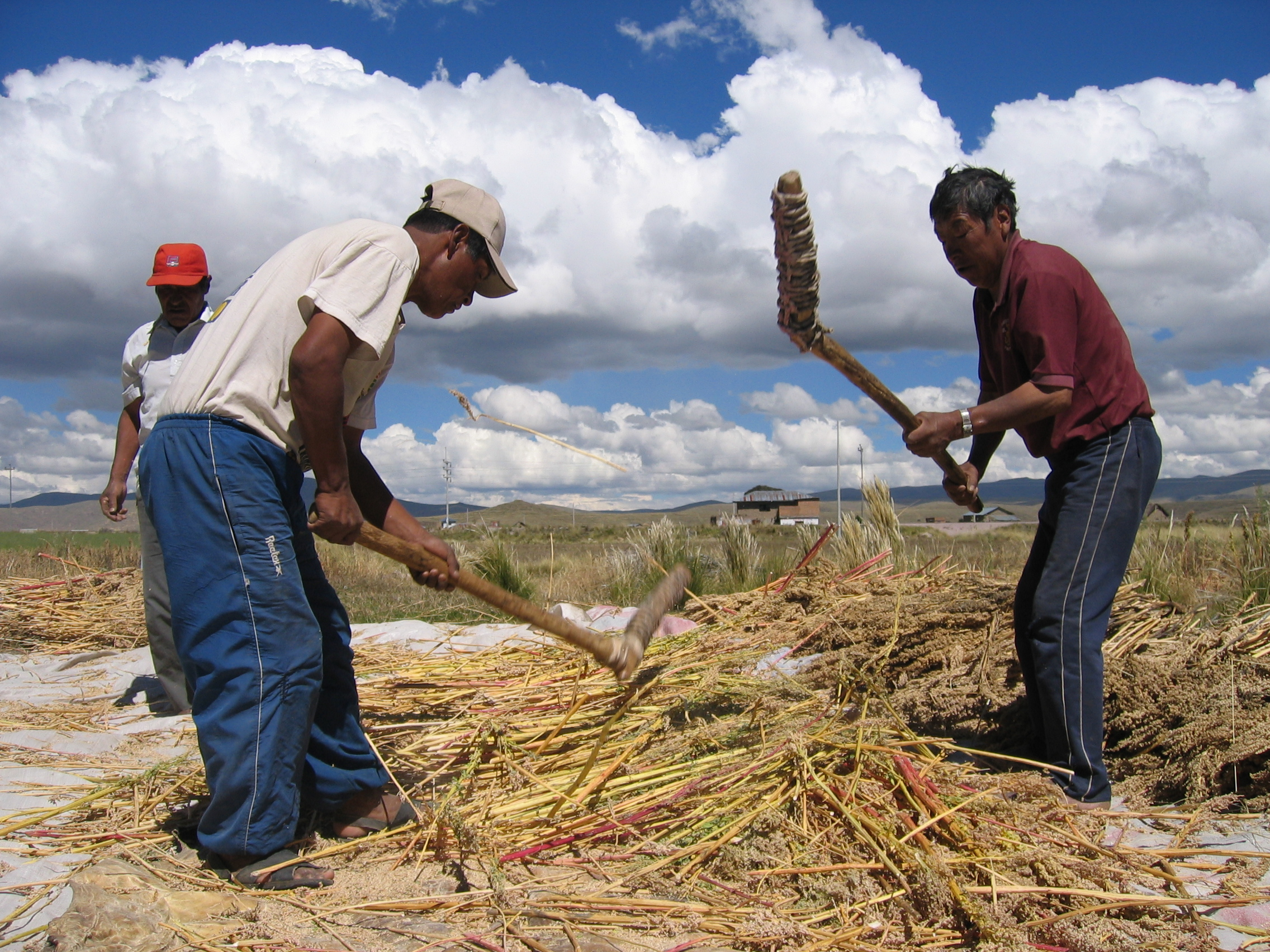
Trebbiatura della quinoa in Perù
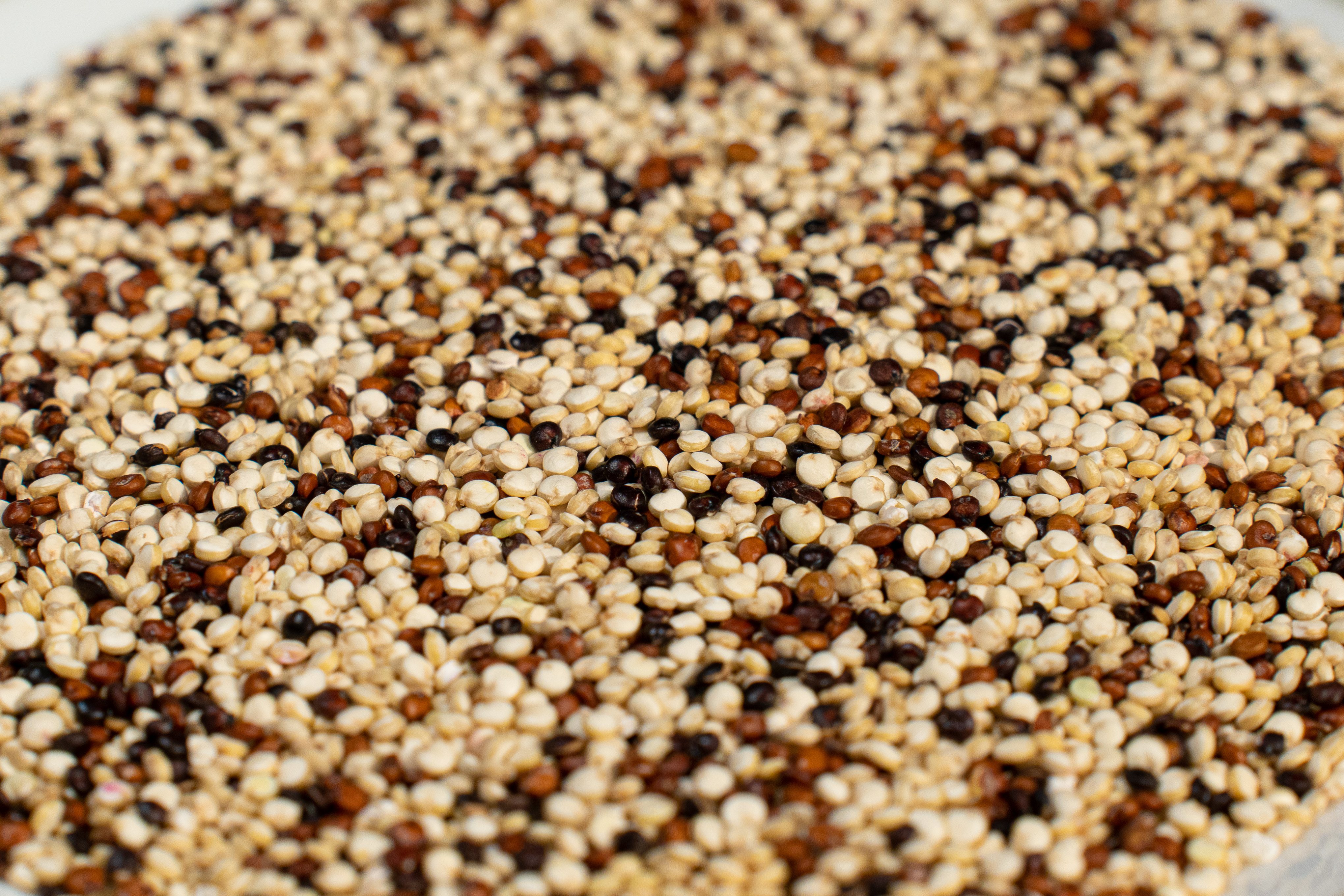
Mix di quinoa bianca, rossa e nera